# Microsoft Accounting
Microsoft Accounting (antes Small Business Accounting) fue un programa de contabilidad desarrollado por Microsoft dirigido a las pequeñas empresas que tenían entre 1 o 25 empleados o más. Se trata de un competidor directo de QuickBooks de Intuit.
La última versión, Microsoft Office Accounting 2009, está dividido en dos ediciones, Express (Freeware) y Professional (Comercial). Esta versión incluye novedades, complementos preparados, 20 registros nuevos y un paquete de idioma en español.

## Descontinuación
El 16 de noviembre del 2009, Microsoft discontinuó la distribución de Accounting en Estados Unidos y en el Reino Unido. Existieron clientes que siguieron recibiendo soporte convencional y extendido del producto hasta enero de 2019.

## Microsoft Accounting Express
Microsoft Accounting Express 2009 es la versión gratuita de Microsoft Office Accounting. Está incluida para descargar en línea o en ciertas ediciones de Microsoft Office 2007, Professional, Small Business y Ultimate. Esta versión no es compatible con los requisitos locales fuera de Estados Unidos y Reino Unido.

## Versiones recientes (v.2009)
| Versión    | Service Pack | Fecha lanzamiento      | Ciclo de vida | Notas                                       |
| ---------- | ------------ | ---------------------- | ------------- | ------------------------------------------- |
| 4.0.2325.0 | SP1          | 20 de febrero del 2009 | Finalizado    | El soporte comenzó el 24 de febrero de 2009 |
| 4.0.3318.0 | SP2          | 27 de octubre del 2009 | Hasta 2019    |                                             |
| 4.0.3610.0 | SP3          | 23 de febrero del 2010 | Hasta 2019    |                                             |

## Versiones anteriores
- Microsoft Small Business Accounting 2006
- Microsoft Small Business Accounting 2007
- Microsoft Office Accounting 2008
- Microsoft Office Accounting 2009

Ediciones (Express/Professional).

## Sitios externos
- Descarga directa de Microsoft Office Accounting Express 2008 desde Microsoft
- Microsoft Office Accounting ofrece nuevas soluciones de administración financiera para el mercado diversificado de pequeñas empresas

- Datos: Q1041347